# Động đất Lô Định 2022
Động đất Lô Định 2022 (tiếng Trung: 2022年泸定地震) là trận động đất xảy ra vào lúc 12:52 (CST), ngày 05 tháng 9 năm 2022. Trận động đất có cường độ 6,6 Mww hoặc 6,8 Ms, tâm chấn độ sâu khoảng 18,4 km. Hậu quả trận động đất đã làm 93 người chết, 424 người bị thương và 24 người mất tích. Hơn 13.000 ngôi nhà và công trình bị hư hại hoặc phá hủy.